# Deparia pachyphylla
Deparia pachyphylla är en majbräkenväxtart som först beskrevs av Ren-Chang Ching, och fick sitt nu gällande namn av Z.R.He. Deparia pachyphylla ingår i släktet Deparia och familjen Athyriaceae. Inga underarter finns listade.